# Вельтнер, Иван-Николай Иванович
Иван-Николай Иванович Вельтнер (1817—1864) — академик архитектуры Императорской Академии художеств.

## Биография
Получил от Императорской Академии художеств звание неклассного художника (1840) за проект «Загородного дома для богатого помещика». Звание академика (1858) за проект «предположенного к устройству рынка на Сенной площади в Санкт-Петербурге».
Исполнял проекты различных зданий и объектов, в том числе, проекты загородного дома для помещика (1840), рынка на Сенной площади в Петербурге (1858) и др. Архитектор по ремонту зданий Академии художеств (с 1861).